# Автошлях E533
E 533 — європейська дорога класу В у Німеччині та Австрії, що сполучає міста Мюнхен — Гарміш-Партенкірхен — Міттенвальд — Зефельд у Тіролі — Інсбрук.

## Розв'язки трас та доріг Е
- Німеччина (на спільних вивісках A 95 далі B 2)
  - Мюнхен:   E45,  E52,  E53,  E54,  E552
  - Гарміш-Партенкірхен
  - Міттенвальд
- Австрія (на спільних вивісках  B 177 далі  A 12)
  - Зеефельд-ін-Тіроль
  - Інсбрук:  E45,  E60